# Babe Tisje

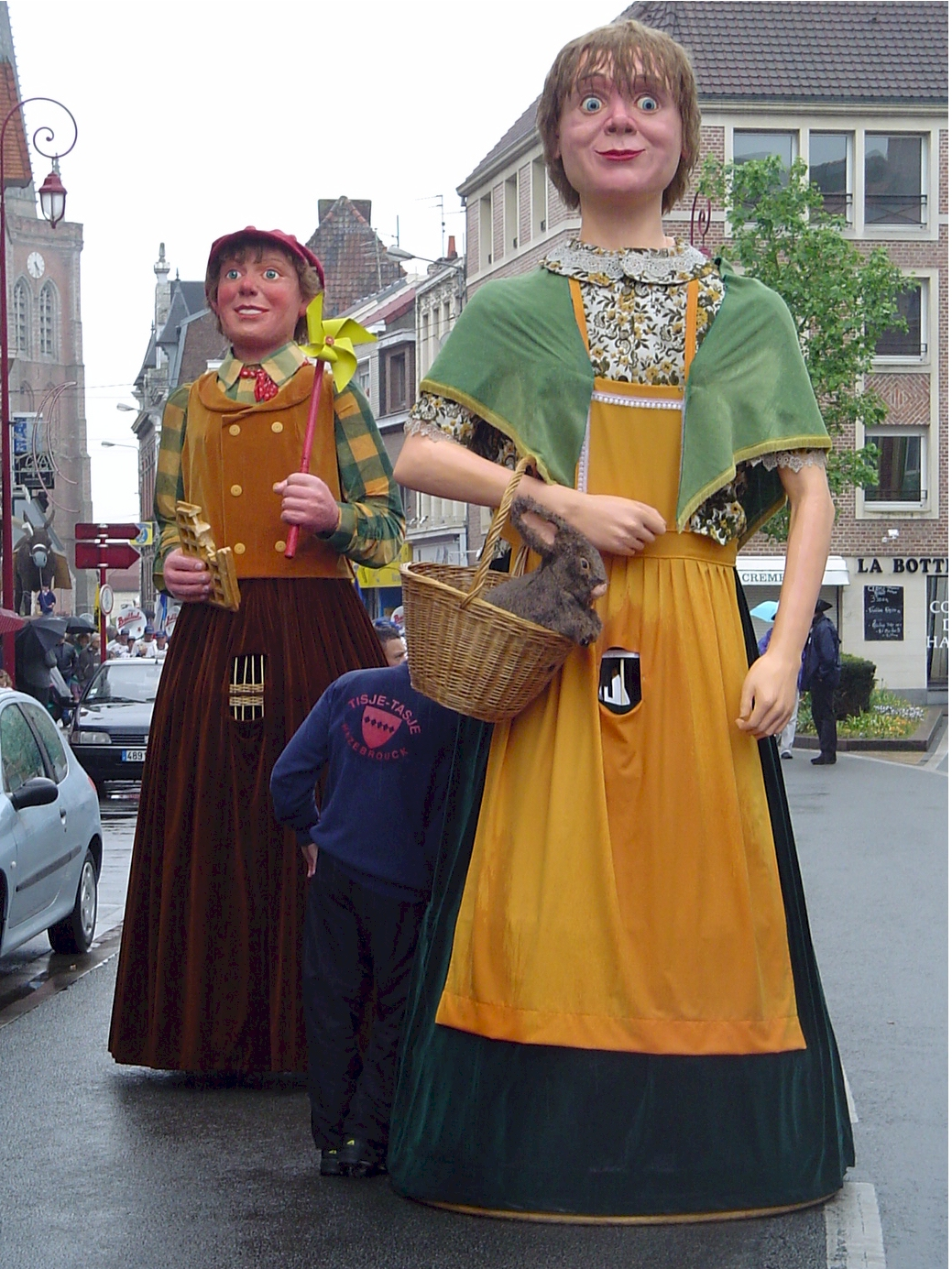
Babe Tisje et à l'arrière plan, Zoon Tisje

De son vrai nom Barbe Reine Louise Vangrevelynghe, ce géant d'Hazebrouck est une fille de Tisje Tasje et de Toria. 

## Histoire
Elle fut créée en tant que géant en 1980 par Stéphane Deleurence. 

## Description
D'une hauteur de 3,35 m et d'un poids de 50 kg, il nécessite un porteur.

## Pour approfondir